# 제44회 세자르상
제44회 세자르상은 2019년 2월 22일에 열린 시상식이다.

## 수상 및 후보

### 작품상
- 아직 끝나지 않았다 - 자비에 르그랑 수상
- 메모얼 오브 워 - 엠마뉴엘 핑키엘
- 트러블 위드 유 - 피에르 살바도리
- 시스터스 브라더스 - 자크 오디아르
- 르 그랑 뱅 - 질 를르슈
- 가이 - 알렉스 루츠
- 푸피 - 잔 에리

### 감독상
- 시스터스 브라더스 - 자크 오디아르 수상
- 메모얼 오브 워 - 엠마뉴엘 핑키엘
- 트러블 위드 유 - 피에르 살바도리
- 르 그랑 뱅 - 질 를르슈
- 가이 - 알렉스 루츠
- 아직 끝나지 않았다 - 자비에 르그랑
- 푸피 - 잔 에리

### 남우주연상
- 가이 - 알렉스 루츠 수상
- 마드모아젤 - 에두아르 바에르
- 우리의 투쟁 - 로망 뒤리스
- 아만다 - 벵상 라코스테
- 푸피 - 질 를르슈
- 트러블 위드 유 - 피오 마르마이
- 아직 끝나지 않았다 - 드니 메노셰

### 여우주연상
- 아직 끝나지 않았다 - 레아 드루케 수상
- 푸피 - 엘로디 부셰즈
- 마드모아젤 - 세실 드 프랑스
- 임파서블 러브 - 비르지니 에피라
- 트러블 위드 유 - 아델 에넬
- 푸피 - 상드린 키베를랭
- 메모얼 오브 워 - 멜라니 티에리

### 남우조연상
- 르 그랑 뱅 - 필리프 카터린느 수상
- 르 그랑 뱅 - 장 위그 앙글라드
- 트러블 위드 유 - 다미엔 보나드
- 리틀 티클스 - 클로비스 코르니악
- 쏘리 엔젤 - 드니 포달리데스

### 여우조연상
- 리틀 티클스 - 카린 비아르 수상
- 더 월드 이즈 유어스 - 이자벨 아자니
- 르 그랑 뱅 - 레일라 벡티
- 르 그랑 뱅 - 비르지니 에피라
- 트러블 위드 유 - 오드리 토투

### 신인남우상
- 세라자드 - 딜런 로버트 수상
- 기도하는 소년 - 앙토니 바종
- 아직 끝나지 않았다 - 토마 지오리아
- 1학년 - 윌리엄 레브길
- 더 월드 이즈 유어스 - 카림 르클로

### 신인여우상
- 세라자드 - 켄자 포타스 수상
- 메크툽, 마이 러브: 칸토 우노 - 오필리아 바우
- 애퍼리션 - 갈라테아 벨루지
- 임파서블 러브 - 제니 베스
- 페이스풀 맨 - 릴리 로즈 멜로디 뎁

### 각본상
- 아직 끝나지 않았다 - 자비에 르그랑 수상
- 트러블 위드 유 - 피에르 살바도리 외 2명
- 르 그랑 뱅 - 질 를르슈 외 2명
- 가이 - 알렉스 루츠 외 2명
- 푸피 - 잔 에리

### 각색상
- 리틀 티클스 - 앙드레아 베스콩 외 1명 수상
- 메모얼 오브 워 - 엠마뉴엘 핑키엘
- 시스터스 브라더스 - 자크 오디아르
- 마드모아젤 - 엠마누엘 무레
- 임파서블 러브 - 카트린 코르시니

### 촬영상
- 시스터스 브라더스 - 비노잇 데비 수상
- 메모얼 오브 워 - 알렉시스 카비치네
- 르 그랑 뱅 - 로랑 탕기
- 아직 끝나지 않았다 - 나탈리 뒤랑
- 마드모아젤 - 로렌트 데스멧

### 의상상
- 마드모아젤 - 피에르-장 라로크 수상
- 메모얼 오브 워 - 아나이스 로망
- 더 엠퍼러 오브 파리 - 피에르-이베스 게이로드
- 시스터스 브라더스 - 밀레나 카노네로
- 원 네이션 - 아나이스 로망

### 음향상
- 시스터스 브라더스 - 브리짓 테일앤디어 외 2명 수상
- 메모얼 오브 워 - 안토인-바실 메르시에 외 2명
- 르 그랑 뱅 - 그웨놀 르 보르뉴 외 2명
- 가이 - 스테판 티부 외 2명
- 아직 끝나지 않았다 - 줄리앙 시카트 외 2명

### 편집상
- 아직 끝나지 않았다 - 요르고스 람프리노스 수상
- 리틀 티클스 - 발레리 디세인
- 트러블 위드 유 - 이자벨 데빈크
- 시스터스 브라더스 - 줄리엣 웰플링
- 르 그랑 뱅 - 사이먼 자케

### 음악상
- 가이 - 빈센트 블랑샤르 외 1명 수상
- 아만다 - 앤턴 샌코
- 트러블 위드 유 - 카밀 바즈바즈
- 시스터스 브라더스 - 알렉상드르 데스플라
- 푸피 - 파스칼 상글라
- 임파서블 러브 - 그레고리 헤젤

### 미술상
- 시스터스 브라더스 - 미셀 바틀레미 수상
- 메모얼 오브 워 - 파스칼 르구엘렉
- 더 엠퍼러 오브 파리 - 에밀 기고
- 마드모아젤 - 데이비드 페브르
- 원 네이션 - 티에리 프랑수아

### 단편영화상
- 리틀 핸즈 - 레미 앨리어 수상
- 브라기노 - 클레멘트 코지토레
- 우아한 인도의 나라들 - 클레멘트 코지토레
- 자본주의 - 파블로 무노즈 고메즈
- 렛 미 댄스 - 발레리 르로이

### 애니메이션상 - 단편
- 발칙한 소녀 - 아이스 카르탈 수상
- 파리의 딜릴리 - 미셸 오슬로 수상
- 비트윈 더 섀도우 - 앨리스 구이마라에스 외 1명
- 저승사자와 아들 - 드니 발겐비츠 외 1명
- 레이몬드의 상상탈출 - 사라 반 덴 붐
- 아스테릭스: 신들의 전당 - 루이 클리시 외 1명
- 파차마마 - 후안 안틴

### 외국어영화상
- 어느 가족 - 고레에다 히로카즈 수상
- 쓰리 빌보드 - 마틴 맥도나
- 가버나움 - 가버나움
- 콜드 워 - 파벨 포리코브스키
- 걸 - 루카스 돈트
- 한나 - 안드레아 팔라오로
- 우리의 투쟁 - 기욤 세네즈

### 데뷔작품상
- 세라자드 - 장 베르나르 마린 수상
- 라무르 플루 - 로만느 보링거 외 1명
- 리틀 티클스 - 앙드레아 베스콩 외 1명
- 아직 끝나지 않았다 - 자비에 르그랑
- 새비지 - 카밀 비달 나켓

### 다큐멘터리상
- 쏘 헬프 미 갓 - 이브 이낭 외 1명 수상
- 아메리카 - 클로스 드렉셀
- 이치 앤 에브리 모먼트 - 니콜라 필리베르
- 더 그랜드 볼 - 레티시아 카르통
- 만델라와 동지를 거부한 국가 - 니콜라 샹포 외 1명

### 공로상
- 로버트 레드포드 수상

### 관객상
- 레 투쉐 3 - 올리비에 바룩스 수상

## 같이 보기
- 제31회 유럽 영화상
- 제91회 아카데미상
- 제72회 영국 아카데미 영화상